# 集义街道
集义街道，是中华人民共和国云南省昆明市东川区下辖的一个街道。2025年，调整铜都街道、碧谷街道管辖范围，设立集义街道，街道办事处驻圆梦路2号。

## 行政区划
集义街道下辖以下地区：
铜源社区、铜润社区、铜晖社区、乐康社区、筑梦社区、共裕社区、祥和社区、嘉和社区、桥北社区、下起嘎社区、炎山社区（1组、2组、3组、4组），集义社区（1组、2组、3组、4组）、龙洞村、块河村、梨坪村。